# Bertholdsdorf

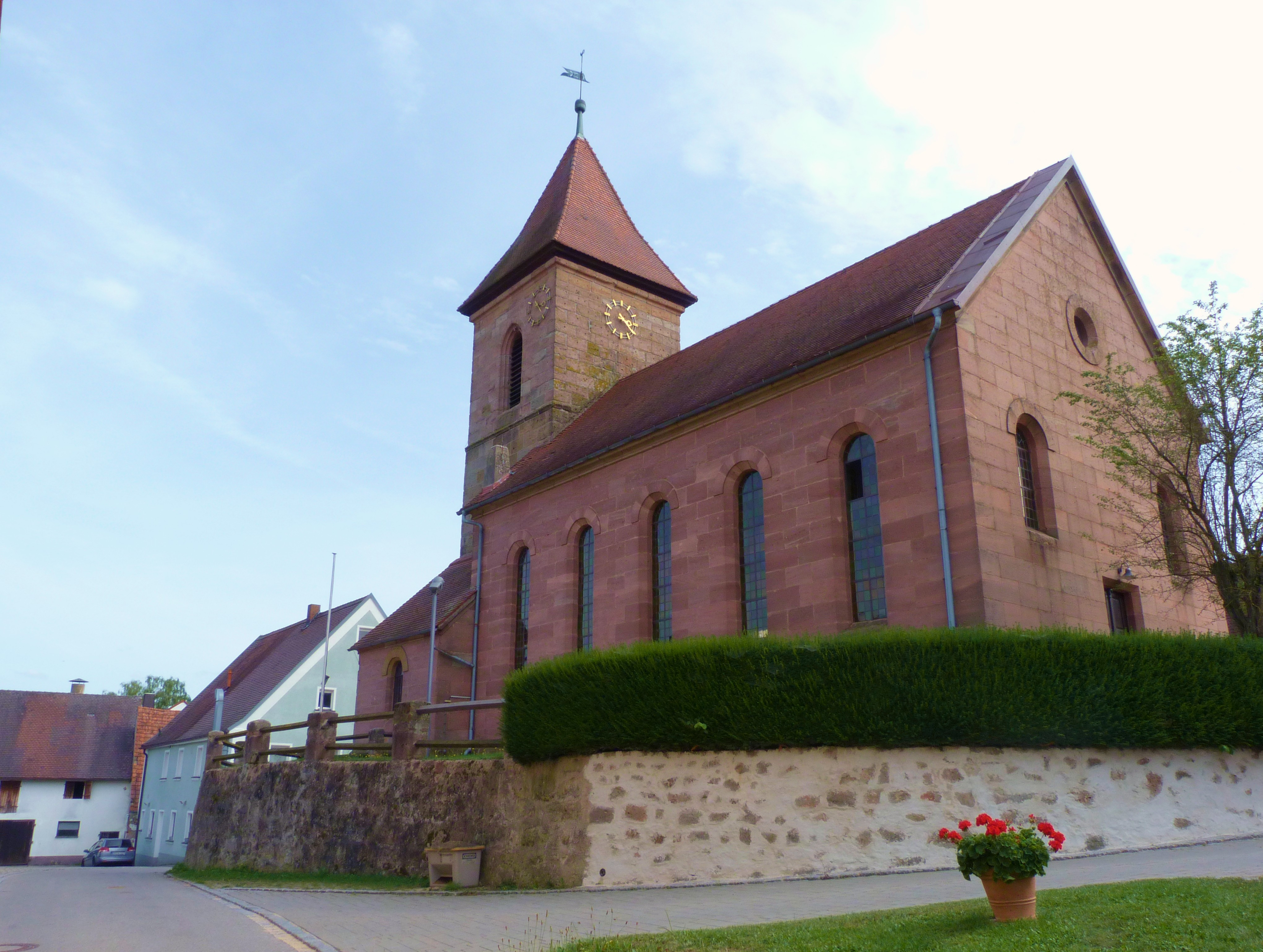
Kirche St. Georg

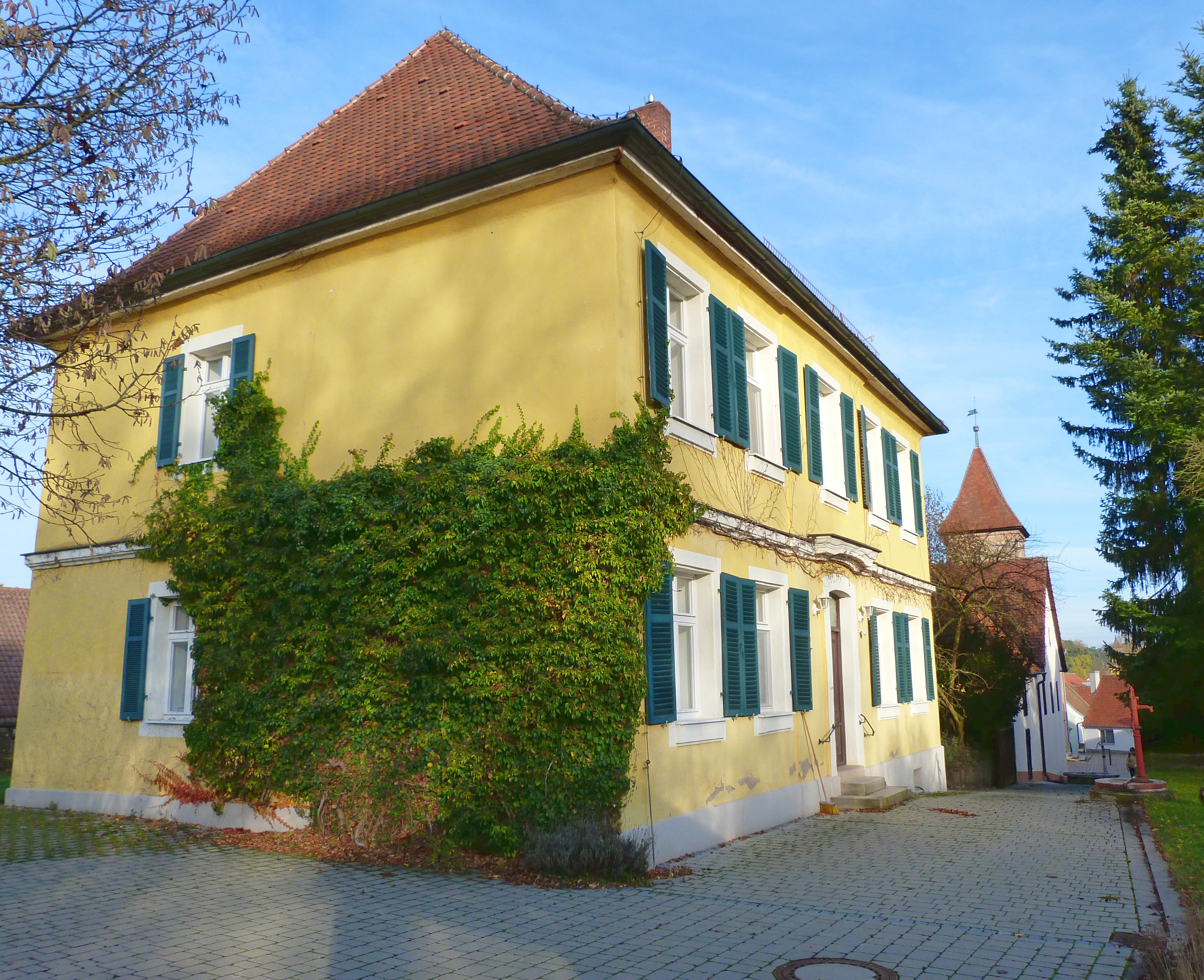
Pfarrhaus

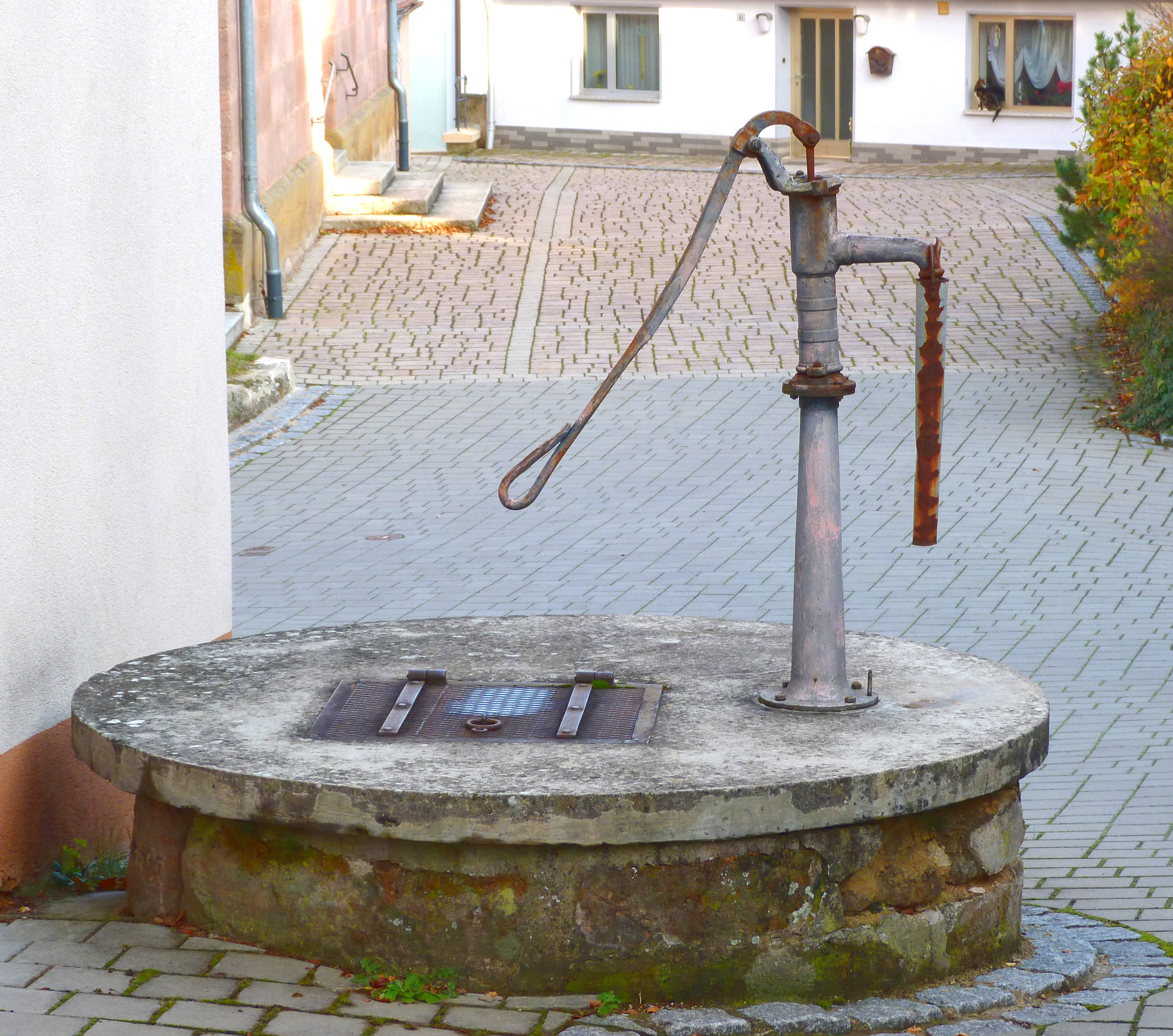
„Schulbrunnen“, ehemaliger Schlossbrunnen

Bertholdsdorf (fränkisch: Bäadlsch-dorf) ist ein Gemeindeteil der Stadt Windsbach im Landkreis Ansbach (Mittelfranken, Bayern). Die Gemarkung Bertholdsdorf hat eine Fläche von 5,080 km². Sie ist in 665 Flurstücke aufgeteilt, die eine durchschnittliche Flurstücksfläche von 7639,77 m² haben. In ihr liegen neben dem namensgebenden Ort die Gemeindeteile Kitschendorf und Winterhof.

## Geografie
Durch das Pfarrdorf fließt die Aurach und der Watzendorfer Bach mündet dort als rechter Zufluss der Aurach. 0,5 km nordwestlich liegt die Flur Mehln, 0,5 km westlich beginnt der Gesäte Wald. Die Kreisstraße AN 17 führt nach Wollersdorf (1,5 km westlich) bzw. nach Veitsaurach (0,7 km östlich), die Kreisstraße AN 28 führt nach Suddersdorf (1,9 km südwestlich). Über eine Gemeindeverbindungsstraße gelangt man über Winterhof nach Kitschendorf (1,6 km nördlich).

## Geschichte
Der Ort wurde 1183/95 als „Perhtoldesdorf“ in den Regesten der Bischöfe von Eichstätt erstmals urkundlich erwähnt. 1287 wurde er „Berchtoltsdorff“ genannt, 1294 „Berchtoldesdorf“, 1314 „Pertholdstorf“ und 1522 „Pertelsdorff“. Das Bestimmungswort des Ortsnamens ist der Personenname Perhtold, der als Gründer der Siedlung angesehen werden kann.
Um 1200 war Bertholdsdorf Allodialbesitz der Burggrafen von Abenberg. Zu dieser Zeit gab es bereits eine Burg und eine Kirche. 1296 verkaufte Konrad II. von Abenberg seinen gesamten Besitz. Die Burg kam so an das Hochstift Eichstätt, die zu der Burg gehörigen Anwesen fielen an den Nürnberger Burggrafen Friedrich III. Nach der Aufteilung der Burggrafschaft gehörten diese Anwesen dem Markgraftum Ansbach. 1465 gelangte die Burg durch Tausch an das Markgraftum. Die Burg hatte unterschiedliche Lehensbesitzer. Am 28. September 1597 verkauften die Freiherren von Seckendorff die Burg an Markgraf Georg Friedrich I. Dieser führte zugleich die Reformation im Ort ein.
Im 16-Punkte-Bericht des Oberamts Windsbach aus dem Jahr 1608 wurden für Bertholdsdorf 20 Mannschaften verzeichnet, die 4 Höfe, 1 Schenkstatt, 1 Mühle, 1 Badstube, 1 Schmiede und 12 Söldengüter bewohnten. Die Grundherrschaft und das Hochgericht über alle Anwesen übte das brandenburg-ansbachische Kasten- und Stadtvogteiamt Windsbach aus.
Der Dreißigjährige Krieg wütete schrecklich im Aurachtal. Die Dörfer verödeten durch Plünderung und Brandschatzung, Raub und Mord, Hunger und Pest. Zum Wiederaufbau trugen zahlreiche Exulanten aus Österreich bei, die als Glaubensvertriebene hier eine neue Heimat fanden. 1729 wurde Bertholdsdorf eine selbstständige Pfarrei.
Gegen Ende des 18. Jahrhunderts gab es in Bertholdsdorf 27 Anwesen (2 Höfe, 3 Halbhöfe, 7 Güter, 9 Gütlein, 1 Haus am Schlossberg, 2 Leerhäuser, 1 Mühlgut, 1 Tafernwirtschaft, 1 Schmiedgütlein). Das Hochgericht und die die Dorf- und Gemeindeherrschaft übte weiterhin das brandenburg-ansbachische Kasten- und Stadtvogteiamt Windsbach aus. Alle Anwesen hatten das Kastenamt Windsbach als Grundherrn. Neben den Anwesen gab es noch kirchliche Gebäude (Kirche, Pfarrhof) und kommunale Gebäude (Schulhaus, Hirtenhaus). Es gab zu dieser Zeit 24 Untertansfamilien. Von 1797 bis 1808 unterstand der Ort dem Justiz- und Kammeramt Windsbach.
1806 kam Bertholdsdorf an das Königreich Bayern. Im Rahmen des Gemeindeedikts wurde 1808 der Steuerdistrikt Bertholdsdorf gebildet, zu dem Brunn, Buckenmühle, Kettersbach, Kitschendorf, Lanzendorf, Leipersloh, Suddersdorf, Veitsaurach, Watzendorf, Winterhof und Wollersdorf gehörten. Die Ruralgemeinde Bertholdsdorf entstand 1810 und war deckungsgleich mit dem Steuerdistrikt Bertholdsdorf mit Ausnahme von Watzendorf und Wollersdorf, die zur Ruralgemeinde Aich gehörten. 1811/12 wechselten die beiden Orte auch zum Steuerdistrikt Aich, wurden aber bereits 1816 wieder dem Steuerdistrikt Bertholdsdorf zugeschlagen. Die Ruralgemeinde Bertholdsdorf war in Verwaltung und Gerichtsbarkeit dem Landgericht Heilsbronn zugeordnet und in der Finanzverwaltung dem Rentamt Windsbach. Mit dem Zweiten Gemeindeedikt (1818) wurden vier Ruralgemeinde gebildet:
- Bertholdsdorf mit Kitschendorf und Winterhof;
- Brunn mit Kettersbach und Leipersloh;
- Suddersdorf;
- Veitsaurach mit Buckenmühle und Lanzendorf.[19]

Von 1862 bis 1879 gehörte Bertholdsdorf zum Bezirksamt Heilsbronn, seit 1880 zum Bezirksamt Ansbach (1939 in Landkreis Ansbach umbenannt) und zum Rentamt Heilsbronn (1919–1929: Finanzamt Heilsbronn, seit 1929: Finanzamt Ansbach). Die Gerichtsbarkeit blieb beim Landgericht Heilsbronn (1879 in Amtsgericht Heilsbronn umbenannt), seit 1956 ist das Amtsgericht Ansbach zuständig. Die Gemeinde hatte 1964 eine Gebietsfläche von 5,078 km².
Am 1. Mai 1978 wurde Bertholdsdorf im Zuge der Gebietsreform in Bayern nach Windsbach eingemeindet.

### Baudenkmäler
- Evangelisch-lutherische Pfarrkirche St. Georg mit Kirchhofmauer[23]
- Haus Nr. 23: Wohnstallhaus[23]
- Haus Nr. 44: Wohnstallhaus[23]
- Haus Nr. 45: Brunnen (Schulbrunnen, ehemaliger Schlossbrunnen)[23]
- Haus Nr. 47: Pfarrhaus[23]
- Wassermühle (abgerissen): zweigeschossiger Bau mit zweigeschossigem Fachwerkgiebel, bezeichnet „1846“ (neben heutigem Feuerwehrhaus beim Wehr in der Aurach).[24]

### Bodendenkmäler
In der Gemarkung Bertholdsdorf gibt es fünf Bodendenkmäler, darunter
- Burgstall der Burg Bertholdsdorf, einer Abschnittsburg an der Stelle der jetzigen Kirche mit erhaltenem Halsgraben und drei terrassenförmig übereinandergelegten Stützmauern; ab 1499 im Besitz der Freiherren von Seckendorf, im Dreißigjährigen Krieg zerstört[23]

### Einwohnerentwicklung
Gemeinde Bertholdsdorf
| Jahr      | 1818   | 1840   | 1852   | 1855   | 1861   | 1867   | 1871   | 1875   | 1880   | 1885   | 1890   | 1895   | 1900   | 1905   | 1910   | 1919   | 1925   | 1933   | 1939   | 1946   | 1950   | 1952   | 1961   | 1970   |
| Einwohner | 219    | 251    | 302    | 283    | 317    | 303    | 276    | 244    | 260    | 268    | 248    | 251    | 253    | 236    | 219    | 237    | 242    | 244    | 227    | 320    | 273    | 247    | 230    | 252    |
| Häuser    | 43     | 47     |        |        |        |        | 51     |        |        | 51     | 51     |        | 53     |        |        |        | 48     |        |        |        | 49     |        | 53     |        |
| Quelle    | [ 26 ] | [ 27 ] | [ 28 ] | [ 28 ] | [ 29 ] | [ 30 ] | [ 31 ] | [ 32 ] | [ 33 ] | [ 34 ] | [ 35 ] | [ 36 ] | [ 37 ] | [ 36 ] | [ 38 ] | [ 36 ] | [ 39 ] | [ 36 ] | [ 36 ] | [ 36 ] | [ 40 ] | [ 36 ] | [ 20 ] | [ 41 ] |

Ort Bertholdsdorf
| Jahr      | 001818 | 001840 | 001861 | 001871 | 001885 | 001900 | 001925 | 001950 | 001961 | 001970 | 001987 |
| Einwohner | 165    | 193    | 237 *  | 191    | 193    | 188    | 164    | 173    | 145    | 149    | 140    |
| Häuser    | 32     | 36     |        |        | 38     | 39     | 34     | 33     | 36     |        | 45     |
| Quelle    | [ 26 ] | [ 27 ] | [ 29 ] | [ 31 ] | [ 34 ] | [ 37 ] | [ 39 ] | [ 40 ] | [ 20 ] | [ 41 ] | [ 1 ]  |

### Bürgermeister
- 1826–1838 Martin Rabus
- 1838–1839 Johann Blümlein
- 1839–1842 Paulus Eichhorn
- 1842–1845 Michael Stiegler
- 1845–1848 Michael Paulus sen.
- 1848–1851 Friedrich Spatz
- 1851–1882 Michael Paulus
- 1882–1915 Georg Paulus
- 1915–1919 Matthias Wabel
- 1919–1941 Michael Paulus
- 1941–1945 Johann Weger
- 1945–1966 Johann Teufert
- 1966–1978 Willi Kormann[42]

## Religion
Der Ort ist seit der Reformation evangelisch-lutherisch geprägt und nach St. Georg (Bertholdsdorf) gepfarrt. Die Einwohner römisch-katholischer Konfession sind nach St. Vitus (Veitsaurach) gepfarrt.

## Personen, die vor Ort gewirkt haben
- Wilhelm Löhe (1808–1872), Pfarrverweser von Bertholdsdorf, Gründer der Diakonie Neuendettelsau
- Johannes Friedrich (* 1948), Pfarrer von Bertholdsdorf, ehemaliger Bischof der Evangelisch-Lutherischen Kirche in Bayern

## Bilder

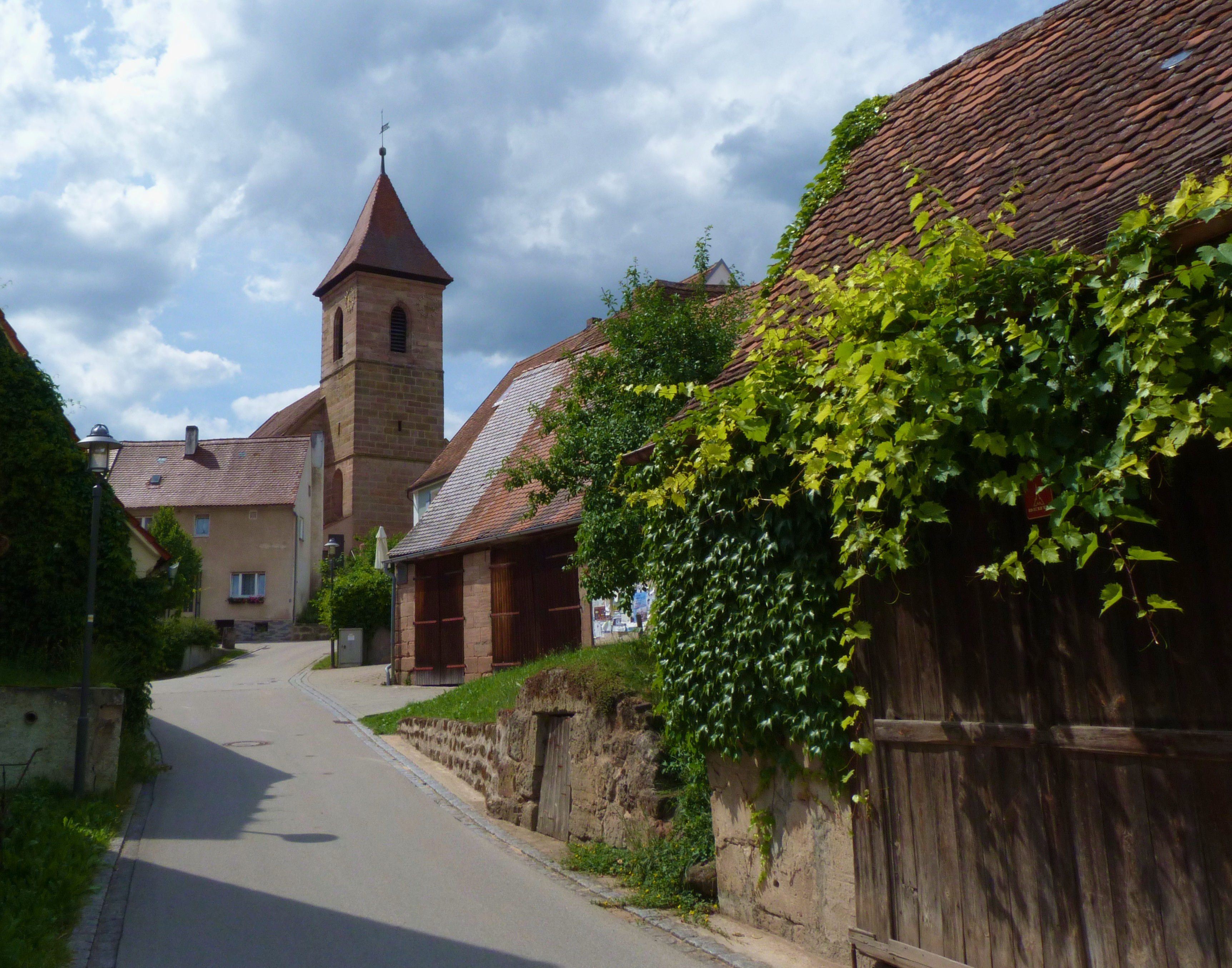
Ortskern
Kirche St. Georg
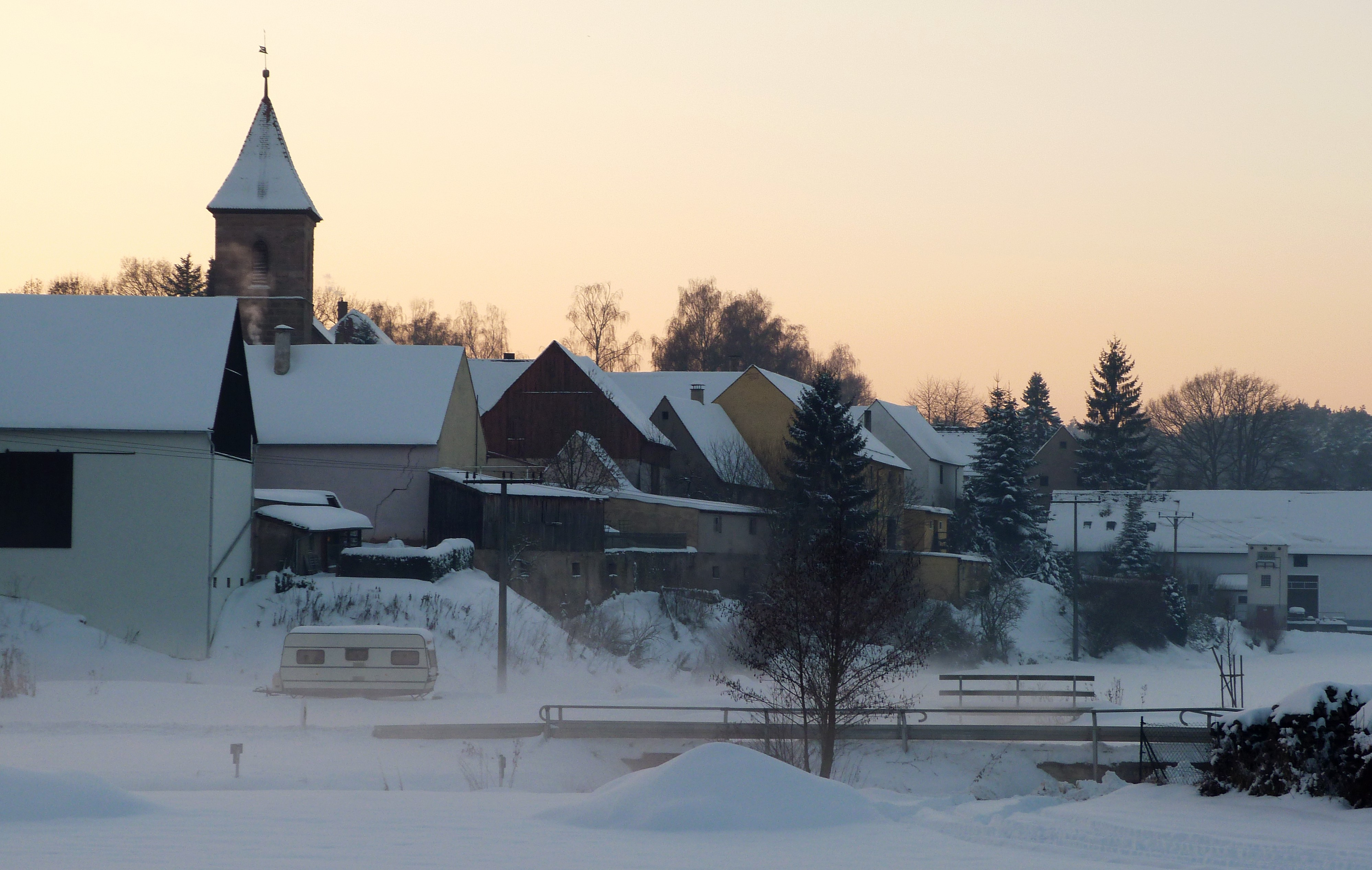
Im Winter
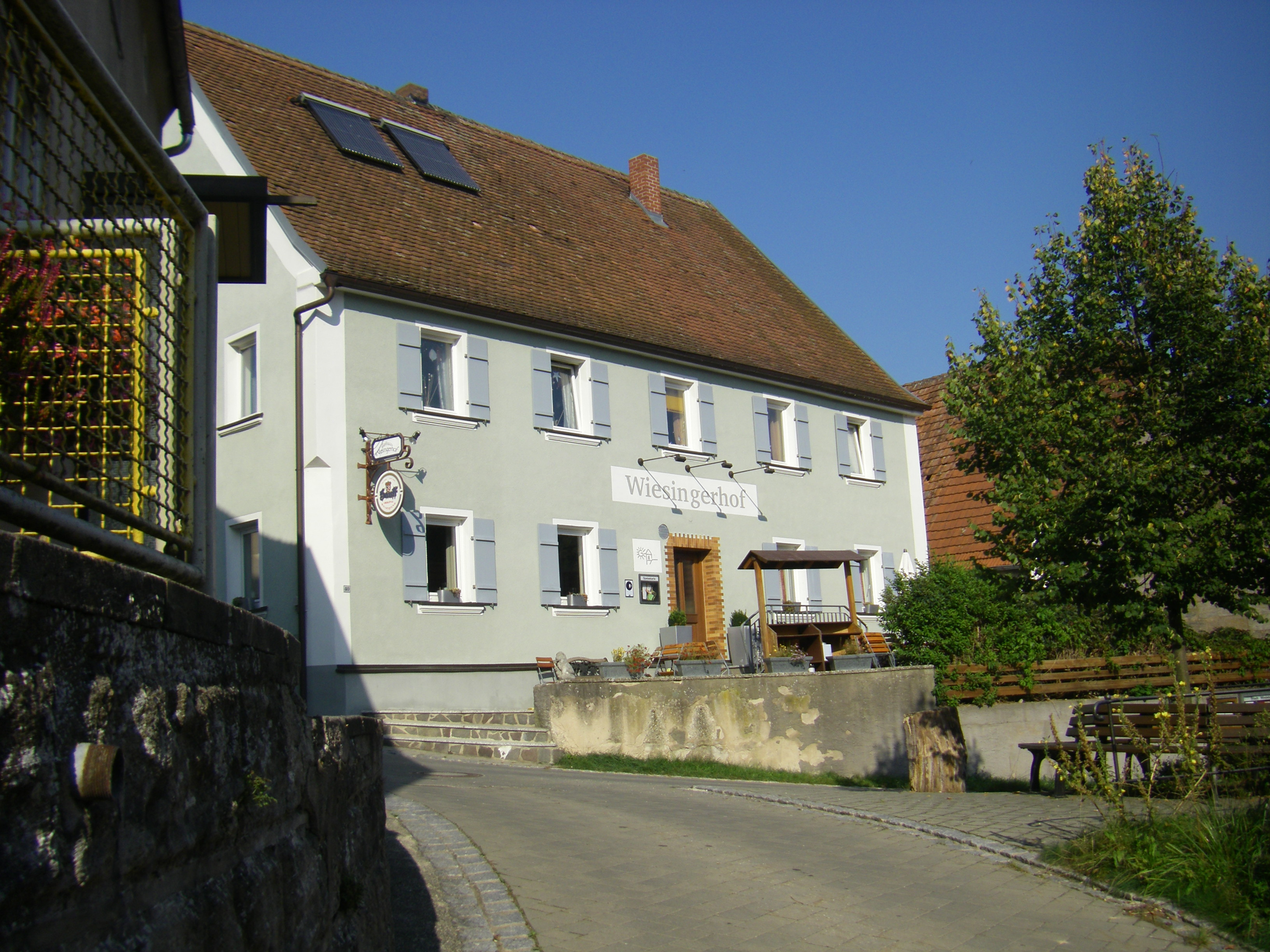
Gasthaus Wiesingerhof
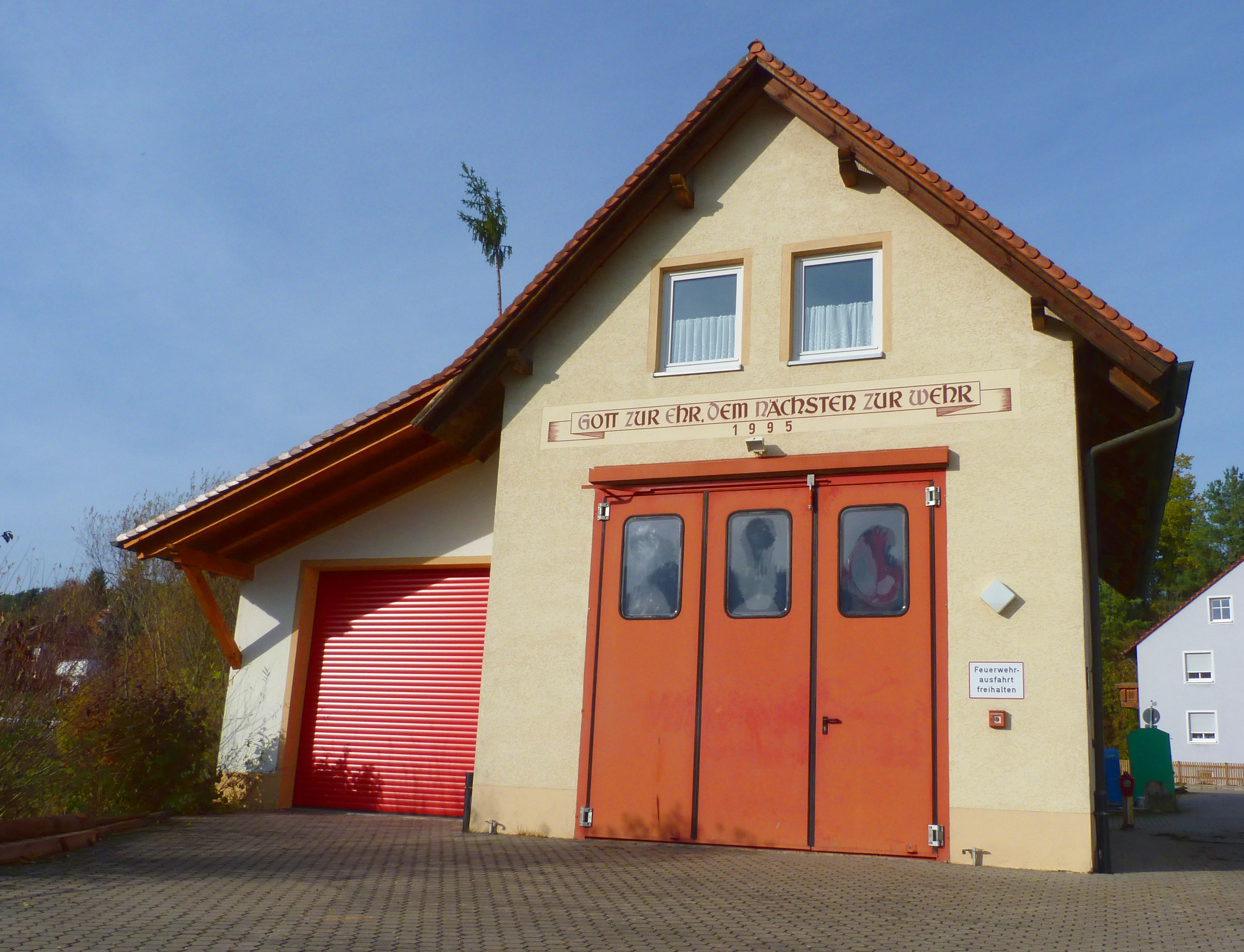
Feuerwehrhaus